# Odenwaldschule
Odenwaldschule, en français l'école d'Odenwald, à Oberhambach-Heppenheim (Land de Hesse), abrégé en OSO (pour OdenwaldSchule Oberhambach), est un établissement d'enseignement libre à la campagne fondé par Paul et Edith Geheeb (de). 

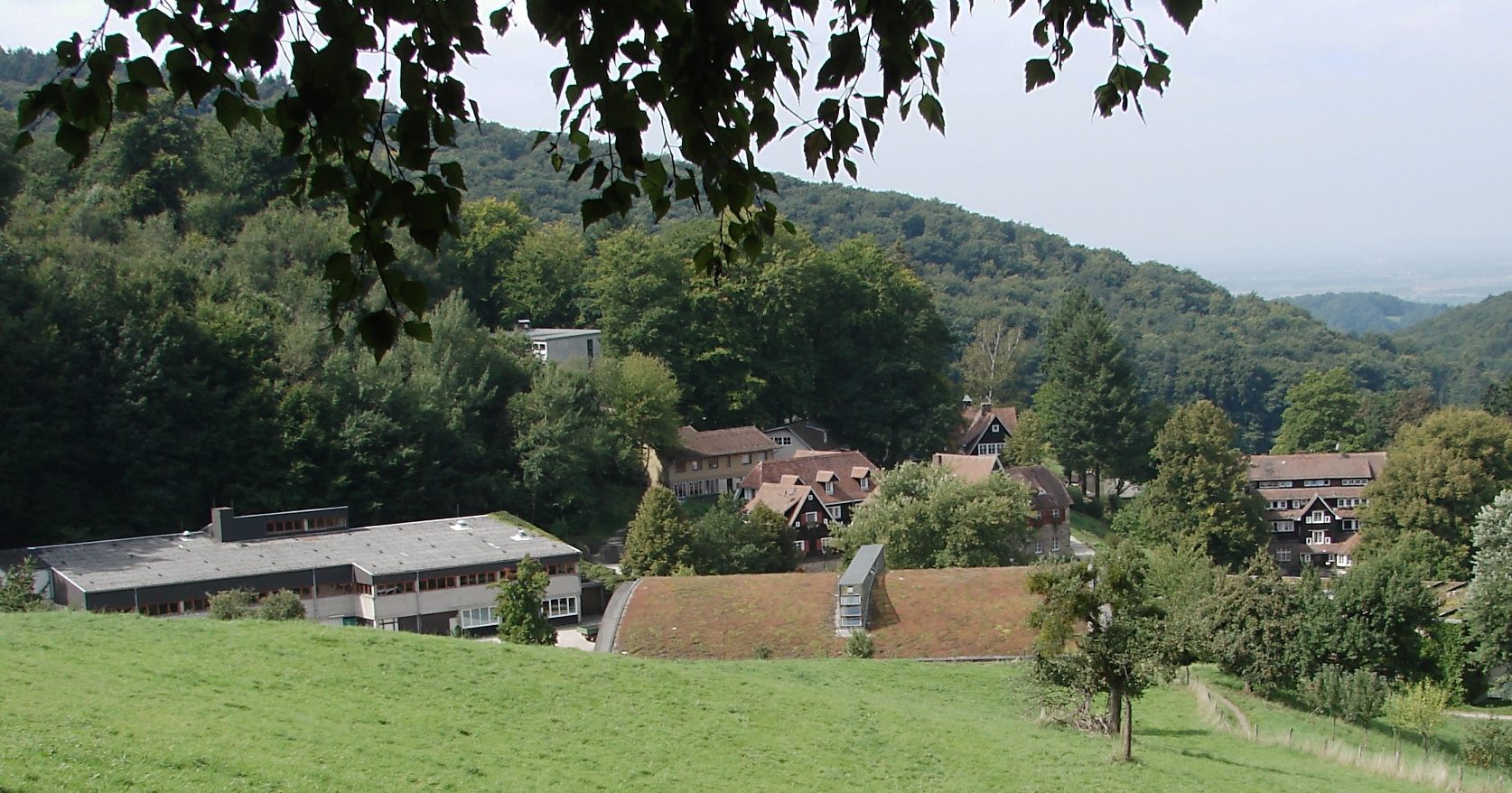
Odenwaldschule.

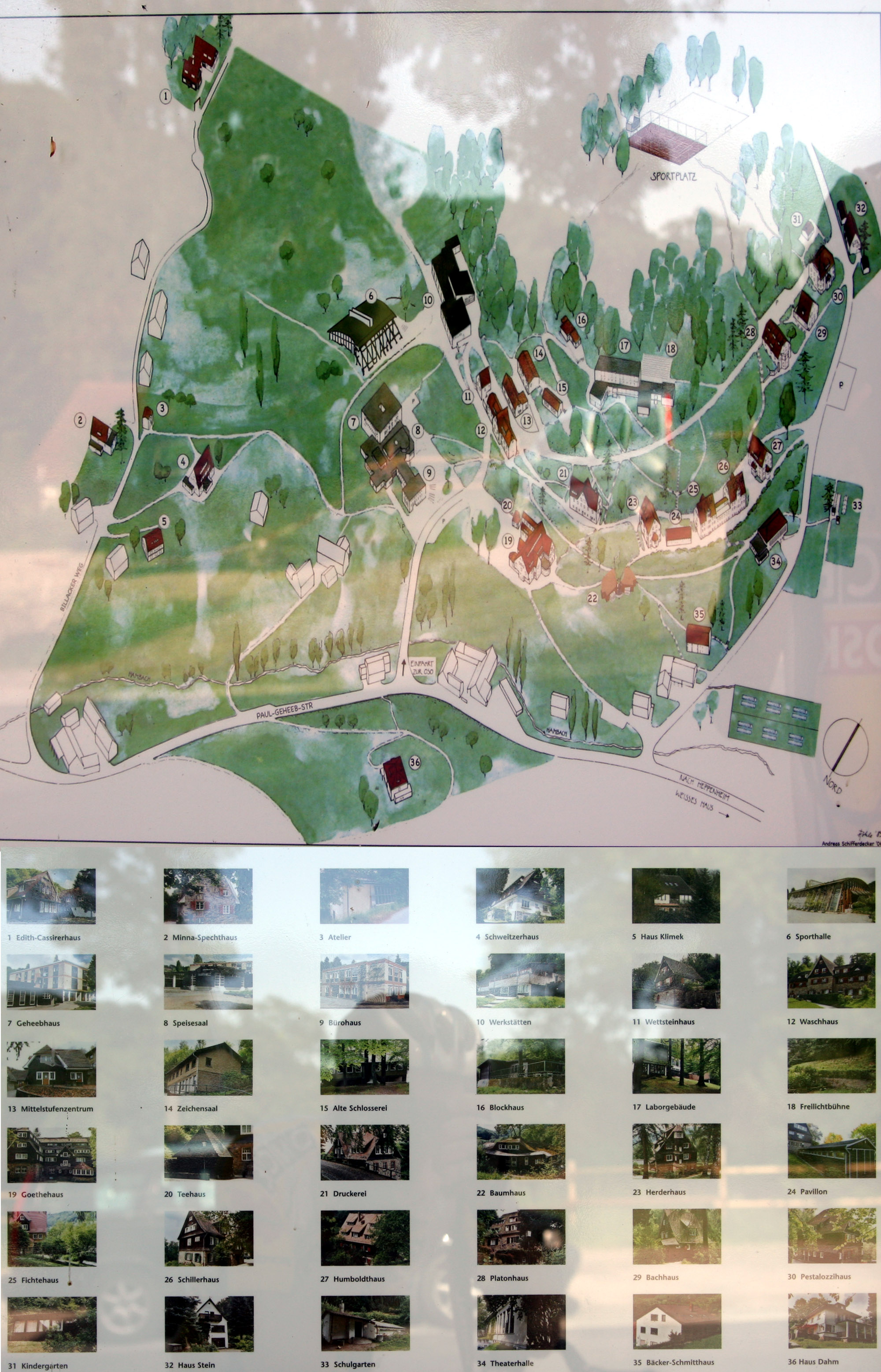
Plan de l'école avec sa région.

Fondé en 1910 et s'appuyant sur les principes de l'éducation nouvelle, l'établissement ferme au terme de l'année académique 2014-2015, à la suite de la révélation d'abus sexuels perpétrés sur des élèves durant les années 1970 et 1980.  

## Histoire

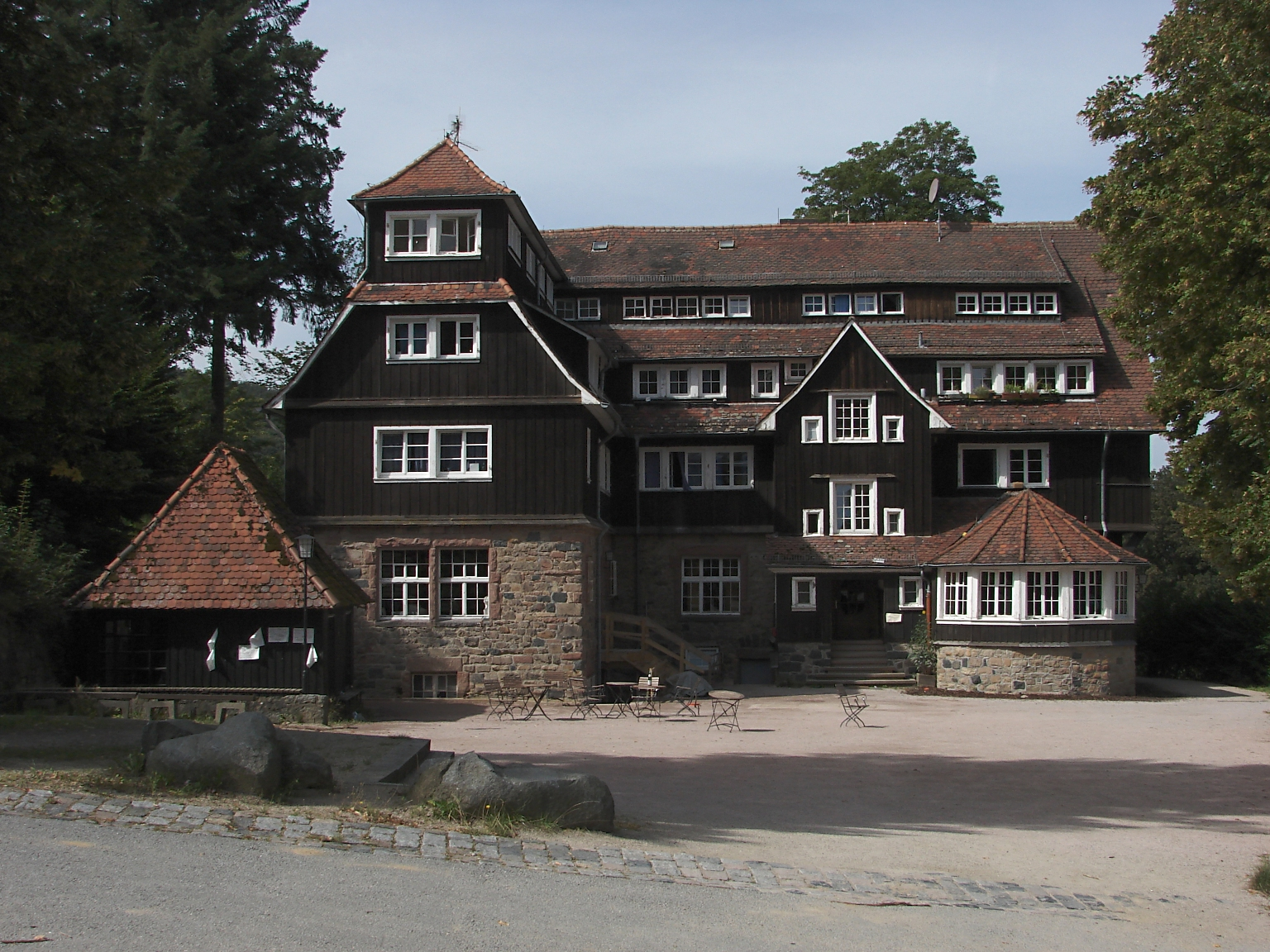
Maison Goethe.

L'OSO est née en lien étroit avec le mouvement de réforme pédagogique au commencement du XXe siècle. Elle a été fondée le 14 avril 1910. À l'époque, elle ne comptait que 14 élèves, qui étaient tous logés dans la maison Goethe. Au début, elle a été marquée conceptuellement par les principes du mouvement de l'éducation nouvelle, par exemple l'introduction d'un système par orientation, en abandonnant les classes annuelles. Parmi les autres caractéristiques de la conception pédagogique de l'école, on peut noter – longtemps avant l'invention de  l'éducation anti-autoritaire – l'introduction du tutoiement des professeurs. En éducation physique, jusqu'à un certain âge, les jeunes gens et jeunes filles s'entraînaient ensemble et toujours nus.
C'est le sénateur de Berlin Max Cassirer (de) (1857-1943), père d'Edith Geheeb, qui finança l'achat des terrains et les bâtiments. Il continua encore longtemps à soutenir l'OSO. Dans les années 1920, l'école avait acquis une réputation internationale, et jusqu'en 1938, des professeurs anglais et américains y enseignaient. De 1924 à 1932, le réformateur pédagogique Martin Wagenschein (de) y est mis en disponibilité par l'enseignement d'État. En 1934, Paul et Edith Geheeb, ainsi qu'environ 25 élèves et quelques collaborateurs émigrèrent en Suisse, et y fondèrent l'École d’Humanité (de) près de Genève, qui se déplaça en  1946 près de Berne. En 1939, le Reichsarbeitsdienst réclama la maîtrise de l'Odenwaldschule, au motif « qu'elle contredisait l'esprit de la communauté éducative nationale-socialiste. » Après la Seconde Guerre mondiale, le système éducatif de l'école a été maintes fois remanié. En 1963, elle est devenue école-projet de l'UNESCO.

### Abus sexuels et fermeture
Au cours des années 1990 puis en 2010, diverses révélations font état d'au moins 132 cas d'abus sexuels commis par le corps enseignant vis-à-vis d'élèves depuis les années 1970, notamment au temps de la direction de Gerold Becker (de), pédagogue et directeur de l'établissement entre 1972 et 1985. Ces abus semblent liés aux expérimentations inspirées par le docteur Helmut Kentler. Malgré des révélations faites par d'anciens élèves en 1997, l'école n'a rien fait jusqu'à la mort de Becker en 2010, année au cours de laquelle le scandale éclate. Un processus de dialogue cathartique est mis en place entre le staff de l'établissement et les anciens élèves qui donne lieu à un débat public, mais un nouveau scandale sexuel se fait jour en 2014 qui rompt définitivement la confiance avec l'établissement. Celui-ci est déclaré en faillites économique et morale et ferme au terme de l'année scolaire 2014-2015.

## École générale intégrée
(septembre 2016).
L'OSO était une « école générale intégrée » : il était possible d'y suivre une formation d'ébéniste ou de serrurier, conduisant au CAP officiel, aussi bien que de s'y préparer aux diverses filières du baccalauréat. D'autres formations y sont dispensées, comme celles de technicien informaticien ou chimiste. Le mot « intégré » signifie que les élèves des diverses orientations partagent autant que possible les mêmes activités  ensemble, plutôt que de voir leurs effectifs répartis entre des classes distinctes selon les filières.
En ce moment[Quand ?], l'internat dispose de 250 places, réparties en petites « familles » de 6 à 10 personnes. Parmi les 120 collaborateurs des deux sexes de l'école, une petite moitié est chargée des tâches d'enseignement et d'éducation. Les autres sont chargés de fonctions artisanales, artistiques, médicales et administratives.
Les classes comprennent 16 élèves. Le coût d'une place d'internat est de 2 110 € par mois, plus 120 € d'argent de poche et extras.
De 1999 à 2007, Whitney Sterling était directeur de l'Odenwaldschule ; depuis le 1er octobre 2007, la nouvelle directrice est Margarita Kaufmann.

## Anciens élèves célèbres
- Jakob Arjouni, écrivain
- Daniel Cohn-Bendit, homme politique
- Dany Dattel (de), expert en devises à la banque Herstatt
- Amelie Fried, écrivaine et présentatrice de télévision
- Wolfgang Hildesheimer, auteur, notamment de théâtre
- Raymond Klibansky, philosophe, historien de la culture
- Klaus Mann, écrivain de langue allemande
- Sandra Nettelbeck, scénariste, réalisatrice, monteuse et actrice
- Wolfgang Porsche, petit-fils de Ferdinand Porsche, président de Porsche depuis 2007[7]
- Oda Schottmüller, danseuse classique et sculptrice, membre de l'Orchestre rouge
- Beate Uhse-Köstlin, pilote d'avions et fondatrice de sex-shops
- Klaus Gysi, ministre de la culture, puis ambassadeur de la RDA, père de Gregor Gysi
- Andreas von Weizsäcker (de), sculpteur allemand, membre de la célèbre famille von Weizsäcker.